# Robert Marichal
Robert Marichal  (* 20. März 1904 in Mandres-les-Roses, Département Seine-et-Oise; † 20. Oktober 1999 in Quincy-sous-Sénart, Département Essonne) war ein französischer Paläograph, Altphilologe, Romanist und Mediävist.

## Leben
Marichal besuchte ein privates katholisches Lycée in Melun und studierte ab 1923 an der École nationale des chartes. Er schloss 1927 mit einer Arbeit über die provenzalischen Fassungen des altfranzösischen philosophischen Romans Le livre de Sidrac ab und erhielt das Diplom als Paläographischer Archivar. Im selben Jahr wurde beigeordneter Konservator bei den Archives nationales, ab 1930 lehrte er als Professor für französische Sprache und Literatur des Mittelalters am Institut catholique de Paris (ICP). Von 1940 bis 1945 arbeitete er als Kriegsgefangener in der Papyrussammlung Berlin (heute Ägyptisches Museum Berlin). 1953 war er Teilnehmer am Colloque international de paléographie in Paris, an welchem ein Katalog datierter Handschriften als internationales Projekt beschlossen worden ist. 
Von 1959 bis 1985 lehrte er an der Bibliothekarsschule des Institut catholique de Paris Sprach- und Schriftgeschichte (ab 1965 als Direktor). Daneben lehrte er als Nachfolger von Charles Samaran (1879–1982) an der École pratique des hautes études von 1949 bis zu seiner Emeritierung 1974 lateinische und französische Paläographie, ab 1969 als Präsident der Abteilung für historische und philologische Wissenschaften. 1974 wurde er in die Académie des Inscriptions et Belles-Lettres gewählt und war 1981/82 deren Präsident. Er war Ritter der Ehrenlegion, Komtur des Ordre des Palmes Académiques und Komtur des päpstlichen Gregoriusordens.

## Werke

### Romanistik
- (Hrsg.) François Rabelais, Pantagruel, Lyon 1935 (Einführung von Abel Lefranc).
- (Hrsg.) Le Théâtre en France au Moyen Age. Textes choisis. I. Drames liturgiques et théâtre religieux du XIIe et XIIIe siècle, Paris 1937.
- (Hrsg.) François Rabelais, Le quart Livre, Lille/Genf, Droz, 1947, 1967 (kritisch).
- (Hrsg.) Marguerite de Navarre, La Navire, ou Consolation du roi François Ier à sa soeur Marguerite, Paris, Champion, 1956.
- (Hrsg.) Marguerite de Navarre, La coche, Genf/Paris, Droz/Minard, 1971.

### Altphilologie und Geschichte
- L’Occupation romaine de la Basse-Egypte. Le statut des «auxilia», Paris, Droz, 1946 (hervorgegangen aus seiner Tätigkeit im Ägyptischen Museum Berlin in deutscher Gefangenschaft).
- (Hrsg. mit Albert Bruckner) Chartae Latinae Antiquiores. Facsimile-edition of the latin charters prior to the ninth century, 49 Bde., Olten/Lausanne, Urs Graf Verlag, 1954–1998 (ab Bd. 13 mit weiteren Mitarbeitern).
- (mit Charles Samaran) Catalogue des manuscrits en écriture latine portant des indications de date, de lieu ou de copiste, 7 Bde., Paris, Centre national de la recherche scientifique, 1959–1985.
- (Hrsg.) Le Livre des prieurs de Sorbonne 1431–1485. Texte critique, Paris, Aux amateurs de livres, 1987.
- Les Graffites de La Graufesenque, Paris, Éditions du Centre national de la recherche scientifique, 1988.
- Les ostraca de Bu Njem, Tripoli, Département des antiquités, Assraya al hamra / Paris, Boccard, 1992.